# Mešano plavanje
Plavanje mešano vsebuje štiri sloge:
1. delfin - plavanje
2. hrbtno
3. Prsno
4. prosto-kravl

Plava se na 100m, 200m ali 400m. prva četrtina se praviloma začne z delfinom. Sledijo mu ostale discipline po vrstnem redu: hrbtno, prsno, kravl. vrstni red se spremeni pri, na tekmovanjih ljubih »štafetah«, kjer se zaradi lažje predaje štafete tekma začne iz vode kar pomeni s hrbtnim slogom plavanja.